# Don't Let Go (Love)
"Don't Let Go (Love)" là một bài hát của nhóm nhạc người Mỹ En Vogue nằm trong album nhạc phim của bộ phim năm 1996 Set It Off. Bài hát sau đó còn xuất hiện trong album phòng thu thứ ba của nhóm, EV3 (1997). Nó được phát hành như là đĩa đơn thứ hai trích từ album nhạc phim và đầu tiên của EV3 vào ngày 22 tháng 10 năm 1996 bởi East West Records, cũng như đánh dấu là đĩa đơn cuối cùng có sự tham gia góp giọng của Dawn Robinson trước khi cô tách khỏi En Vogue để phát triển sự nghiệp hát đơn. "Don't Let Go (Love)" được đồng viết lời bởi Andrea Martin, Ivan Matias, Marqueze Ethridge với ba thành viên thuộc đội sản xuất Organized Noize là Sleepy Brown, Rico Wade và Ray Murray, những người cũng đồng thời chịu trách nhiệm sản xuất nó. Đây là một bản R&B ballad kết hợp với những yếu tố từ pop rock và urban contemporary mang nội dung đề cập đến việc hai người bạn khác giới nảy sinh tình yêu với nhau và họ mong muốn rằng tình cảm này sẽ không bao giờ kết thúc.
Sau khi phát hành, "Don't Let Go (Love)" nhận được những phản ứng tích cực từ các nhà phê bình âm nhạc, trong đó họ đánh giá cao giai điệu sâu lắng, chất giọng cảm xúc của En Vogue cũng như quá trình sản xuất nó. Ngoài ra, bài hát còn gặt hái nhiều giải thưởng và để cử tại những lễ trao giải lớn, bao gồm một đề cử giải Grammy ở hạng mục Trình diễn giọng R&B xuất sắc nhất của bộ đôi hoặc nhóm nhạc tại lễ trao giải thường niên lần thứ 39. "Don't Let Go (Love)" cũng tiếp nhận những thành công lớn về mặt thương mại và trở thành tác phẩm thành công nhất của nhóm trên thị trường quốc tế, đứng đầu các bảng xếp hạng ở Đan Mạch và Na Uy, đồng thời lọt vào top 10 ở hầu hết những quốc gia bài hát xuất hiện, bao gồm vươn đến top 5 ở những thị trường lớn như Úc, Bỉ, Ireland, Hà Lan, Thụy Sĩ và Vương quốc Anh. Tại Hoa Kỳ, nó nắm giữ vị trí thứ hai trên bảng xếp hạng Billboard Hot 100, trở thành đĩa đơn thứ năm của nhóm vươn đến top 10 tại đây.
Video ca nhạc cho "Don't Let Go (Love)" được đạo diễn bởi Matthew Rolston dưới bút danh Alan Smithee, cộng tác viên quen thuộc từng hợp tác với En Vogue trong những video trước cho "My Lovin' (You're Never Gonna Get It)" và "Whatta Man", trong đó bao gồm những cảnh họ hát trước khán giả trong một khán phòng, xen kẽ với những hình ảnh từ Set It Off. Một phiên bản thứ hai cũng được phát hành và sử dụng đoạn phim nhóm hát trước khán giả, nhưng những cảnh quay từ phim được thay thế bằng một cốt truyện mới, trong đó một người đàn ông đã bí mật hẹn hò với cả bốn thành viên của En Vogue, và họ quyết định đối đầu lẫn nhau tại một bữa tiệc. Để quảng bá bài hát, nhóm đã trình diễn nó trên nhiều chương trình truyền hình và lễ trao giải lớn, bao gồm Planet Groove, The Rosie O'Donnell Show, và giải thưởng âm nhạc Soul Train năm 1997. Kể từ khi phát hành, "Don't Let Go (Love)" đã được hát lại và sử dụng làm nhạc mẫu bởi nhiều nghệ sĩ, như Sugababes, Little Mix, Bastille và Delta Goodrem.

## Danh sách bài hát
| - Đĩa CD tại châu Âu 1. "Don't Let Go (Love)" (radio chỉnh sửa) – 4:04 2. "Don't Let Go (Love)" (Fulton Yard phối) – 4:38 3. "Don't Let Go (Love)" (2000 Watts phối lại) – 4:09 - Đĩa CD tại Hoa Kỳ 1. "Don't Let Go (Love)" (radio chỉnh sửa) – 4:04 2. "Hold On" (bản LP) – 5:03 | - Đĩa CD tại Anh quốc 1. "Don't Let Go (Love)" (radio chỉnh sửa) – 4:04 2. "Don't Let Go (Love)" (2000 Watts phối lại) – 4:09 3. "Don't Let Go (Love)" (bản nhạc phim) – 4:51 4. "Don't Let Go (Love)" (2000 Watts T.V. Track không lời) – 4:31 5. "Don't Let Go (Love)" (Fulton Yard phối) – 4:38 |

## Xếp hạng
| Bảng xếp hạng (1996-97)                  | Vị trí cao nhất |
| ---------------------------------------- | --------------- |
| Úc (ARIA)                                | 3               |
| Áo (Ö3 Austria Top 40)                   | 9               |
| Bỉ (Ultratop 50 Flanders)                | 4               |
| Bỉ (Ultratop 50 Wallonia)                | 4               |
| Canada (RPM)                             | 23              |
| Đan Mạch (IFPI)                          | 1               |
| Châu Âu (European Hot 100 Singles)       | 5               |
| Phần Lan (Suomen virallinen lista)       | 8               |
| Pháp (SNEP)                              | 14              |
| Đức (Official German Charts)             | 7               |
| Ireland (IRMA)                           | 3               |
| Hà Lan (Dutch Top 40)                    | 2               |
| Hà Lan (Single Top 100)                  | 2               |
| New Zealand (Recorded Music NZ)          | 10              |
| Na Uy (VG-lista)                         | 1               |
| Scotland (OCC)                           | 12              |
| Thụy Điển (Sverigetopplistan)            | 6               |
| Thụy Sĩ (Schweizer Hitparade)            | 4               |
| Anh Quốc (OCC)                           | 5               |
| Hoa Kỳ Billboard Hot 100                 | 2               |
| Hoa Kỳ Adult Pop Airplay (Billboard)     | 16              |
| Hoa Kỳ Hot R&B/Hip-Hop Songs (Billboard) | 1               |
| Hoa Kỳ Pop Airplay (Billboard)           | 2               |
| Hoa Kỳ Rhythmic (Billboard)              | 1               |

| Bảng xếp hạng (1997)                 | Vị trí |
| ------------------------------------ | ------ |
| Australia (ARIA)                     | 18     |
| Belgium (Ultratop 50 Flanders)       | 24     |
| Belgium (Ultratop 50 Wallonia)       | 31     |
| Denmark (Tracklisten)                | 29     |
| Europe (European Hot 100 Singles)    | 12     |
| Finland (Suomen virallinen lista)    | 63     |
| France (SNEP)                        | 75     |
| Germany (Official German Charts)     | 29     |
| Netherlands (Dutch Top 40)           | 16     |
| Netherlands (Single Top 100)         | 37     |
| Sweden (Sverigetopplistan)           | 43     |
| Switzerland (Schweizer Hitparade)    | 5      |
| UK Singles (Official Charts Company) | 29     |
| US Billboard Hot 100                 | 7      |
| US Hot R&B/Hip-Hop Songs (Billboard) | 12     |
| US Top Soundtrack (Billboard)        | 2      |

| Bảng xếp hạng (1990–99) | Vị trí |
| ----------------------- | ------ |
| US Billboard Hot 100    | 83     |

| Bảng xếp hạng            | Vị trí |
| ------------------------ | ------ |
| US Billboard Hot 100     | 460    |
| US Pop Songs (Billboard) | 43     |

## Chứng nhận
| Quốc gia | Chứng nhận | Số đơn vị/doanh số chứng nhận |
| --- | ---------- | ----------------------------- |
| Úc (ARIA) | Vàng       | 35.000^                       |
| Bỉ (BEA) | Vàng       | 25.000*                       |
| Đức (BVMI) | Vàng       | 250.000^                      |
| Hà Lan (NVPI) | Vàng       | 50.000^                       |
| New Zealand (RMNZ) | Vàng       | 5.000*                        |
| Na Uy (IFPI) | Bạch kim   | 0*                            |
| Thụy Sĩ (IFPI) | Vàng       | 25.000^                       |
| Anh Quốc (BPI) | Bạch kim   | 600.000‡                      |
| Hoa Kỳ (RIAA) | Bạch kim   | 1,300,000                     |
| * Chứng nhận dựa theo doanh số tiêu thụ. ^ Chứng nhận dựa theo doanh số nhập hàng. ‡ Chứng nhận dựa theo doanh số tiêu thụ và phát trực tuyến. |            |                               |